# LORETA
LORETA - metoda obrazowania pracy mózgu, bazująca na zapisie elektroencefalograficznym EEG lub magnetoencefalograficznym MEG. Pozwala na lokalizowanie w trójwymiarowej przestrzeni, obrazującej model mózgu, źródeł aktywności poszczególnych komponent fal mózgowych.